# Sugar Hill (Manhattan)

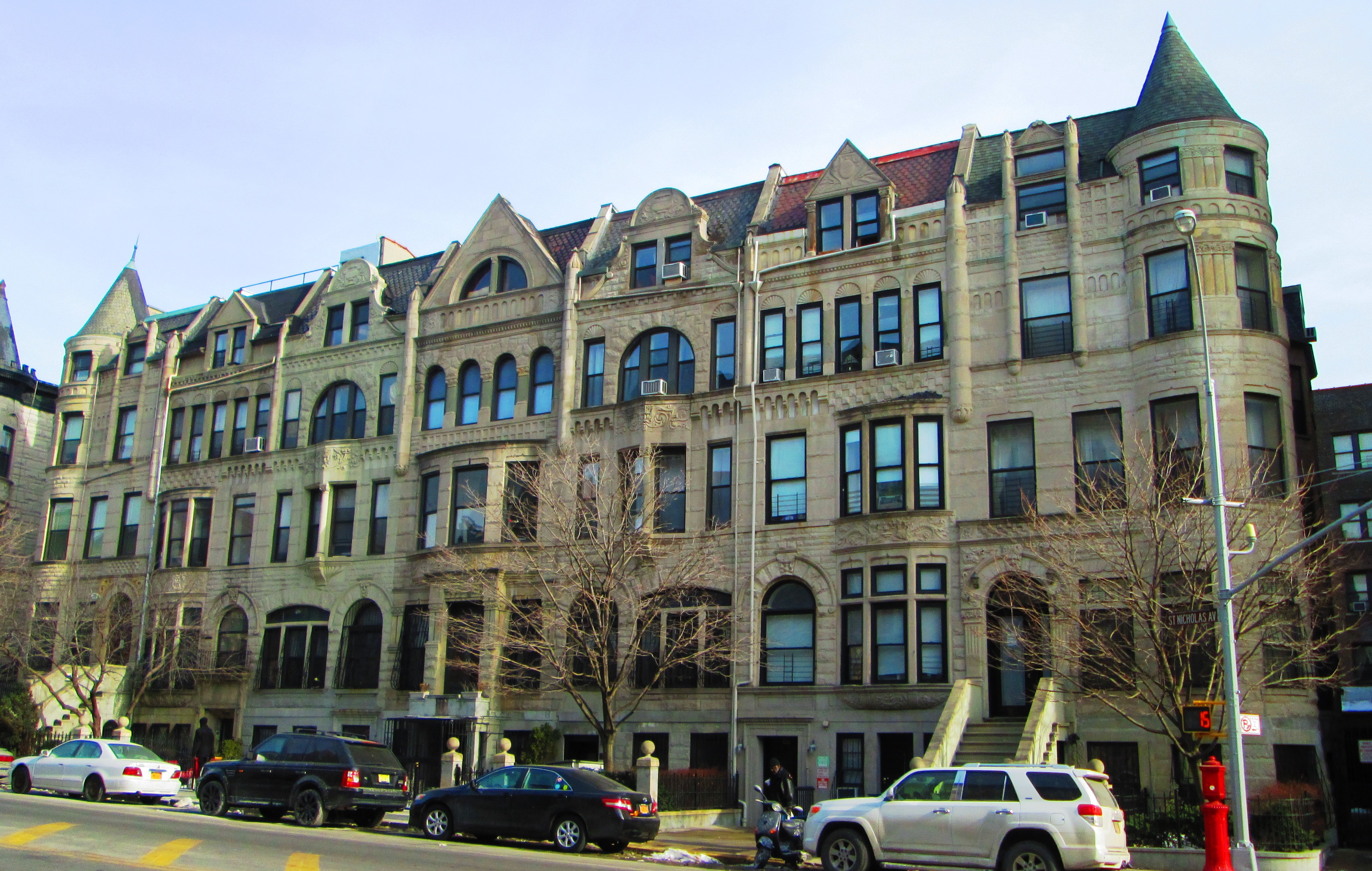
Reihenhaus-Block in der Nicholas Avenue

Sugar Hill ist ein National Historic District im Stadtteil Harlem im Stadtbezirk Manhattan in New York City. Hier lebten 2020 laut US Census 12.993 Menschen.

## Lage
Sugar Hill liegt im nordöstlichen Teil des zu Harlem gehörenden Viertels Hamilton Heights. Es reicht von der 145th Street im Süden zur 155th Street im Norden und von der Edgecombe Avenue im Osten zur Amsterdam Avenue im Westen.

## Historischer Distrikt

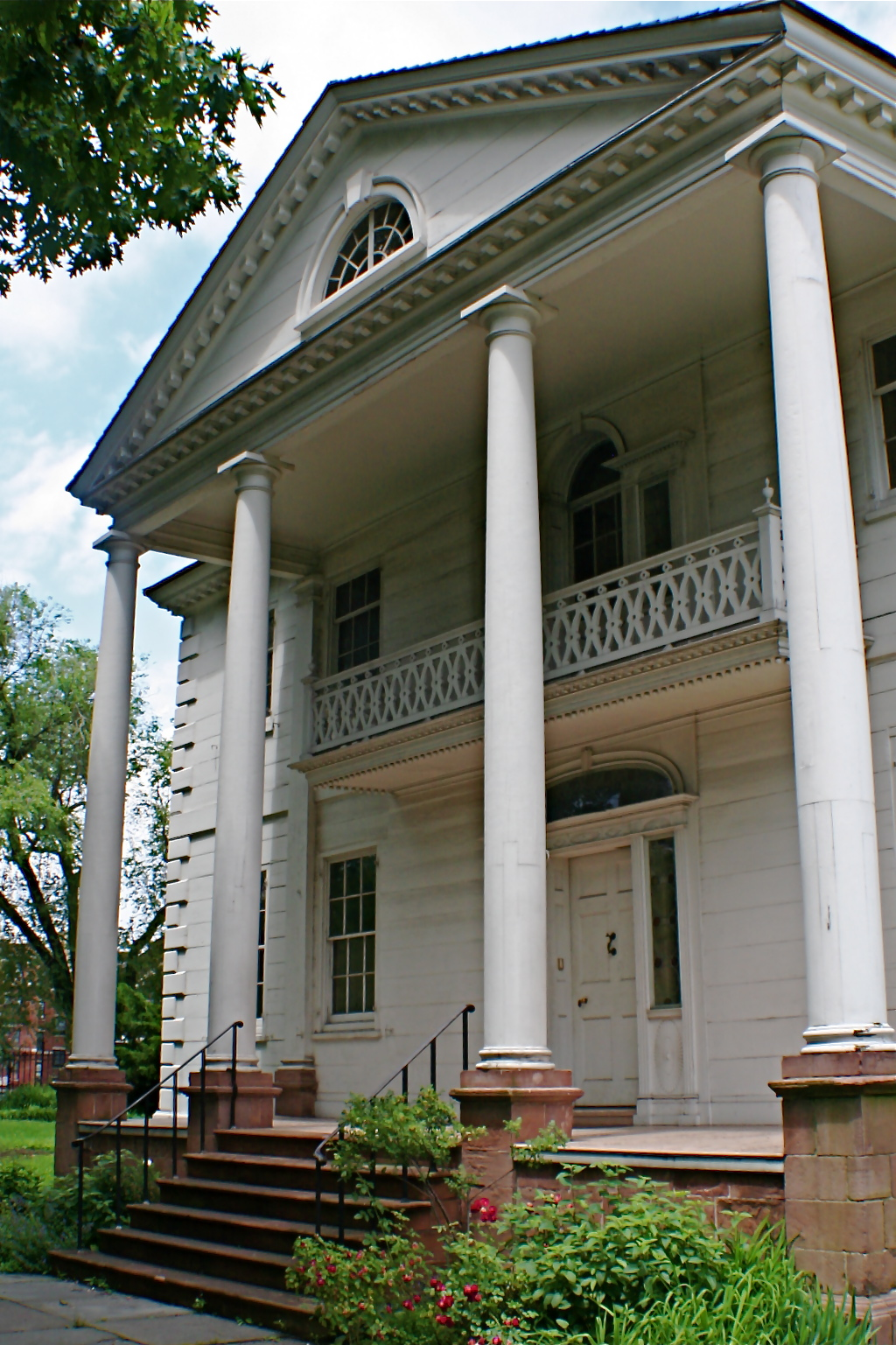
Eingang zum Morris-Jumel-Haus in Sugar Hill

Das Sugar Hill Historic District ist in drei Bereiche unterteilt, die von 2000 bis 2002 von der New York City Landmarks Preservation Commission (NYCL) zum Historic District erklärt wurden.
- Hamilton Heights/Sugar Hill Historic District und Extension: West 145th bis West 150th Street, Edgecombe Avenue bis zwischen Convent und Amsterdam Avenue (27. Juni 2000 / 3. Oktober 2001).
- Hamilton Heights/Sugar Hill Northeast Historic District: West 151st bis West 155th Street, westlich der St. Nicholas Avenue bis zwischen Convent und Amsterdam Avenue (23. Oktober 2001).
- Hamilton Heights/Sugar Hill Northwest Historic District: West 151st bis West 155th Street, östlich der St. Nicholas Avenue bis Edgecombe Avenue (18. Juni 2002).

Das District wurde des Weiteren am 11. April 2002 in das National Register of Historic Places aufgenommen. Es umfasst 414 Gebäude, zwei Standorte und weitere Objekte.

## Geschichte

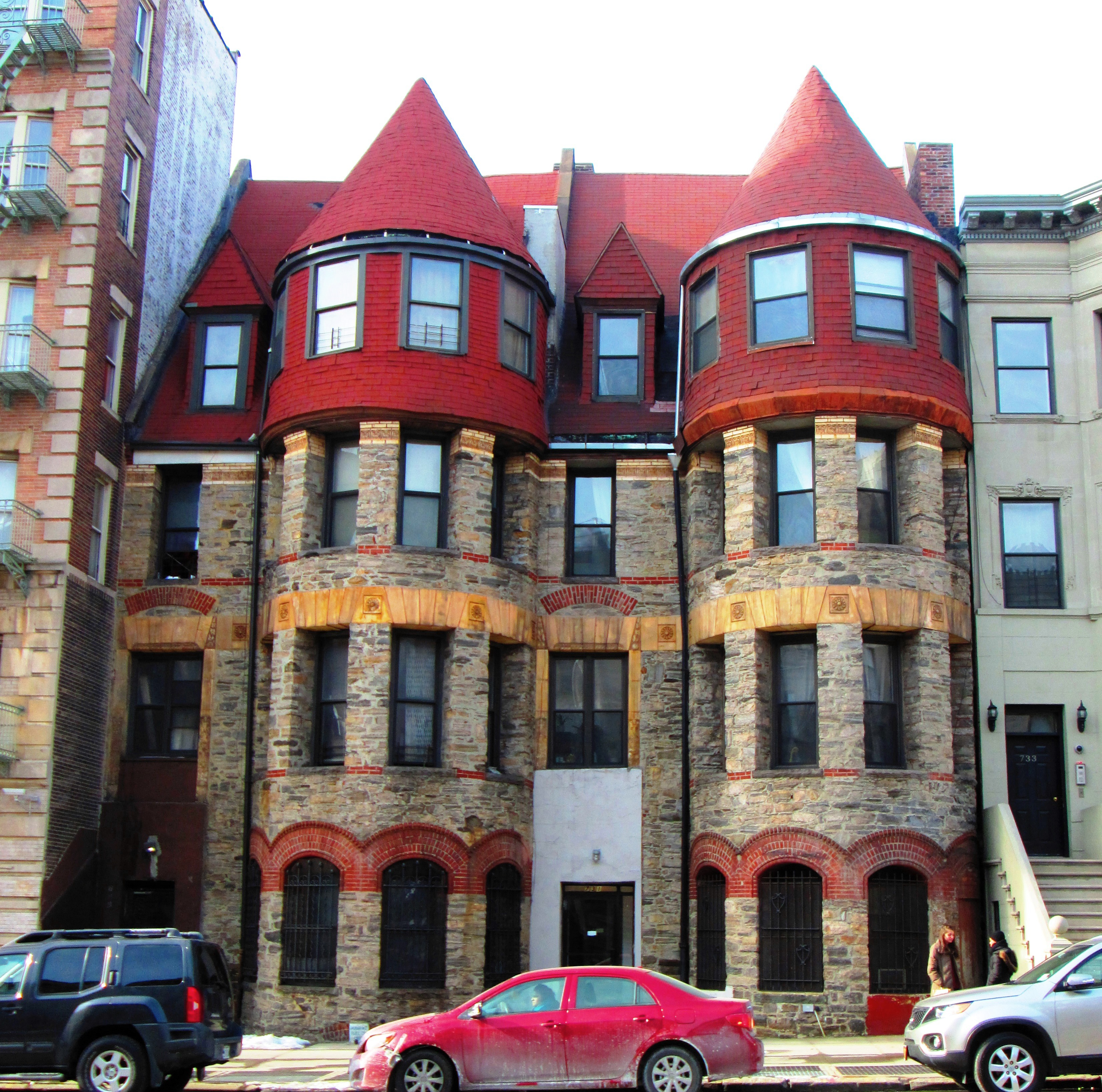
729 und 731 Nicholas Avenue

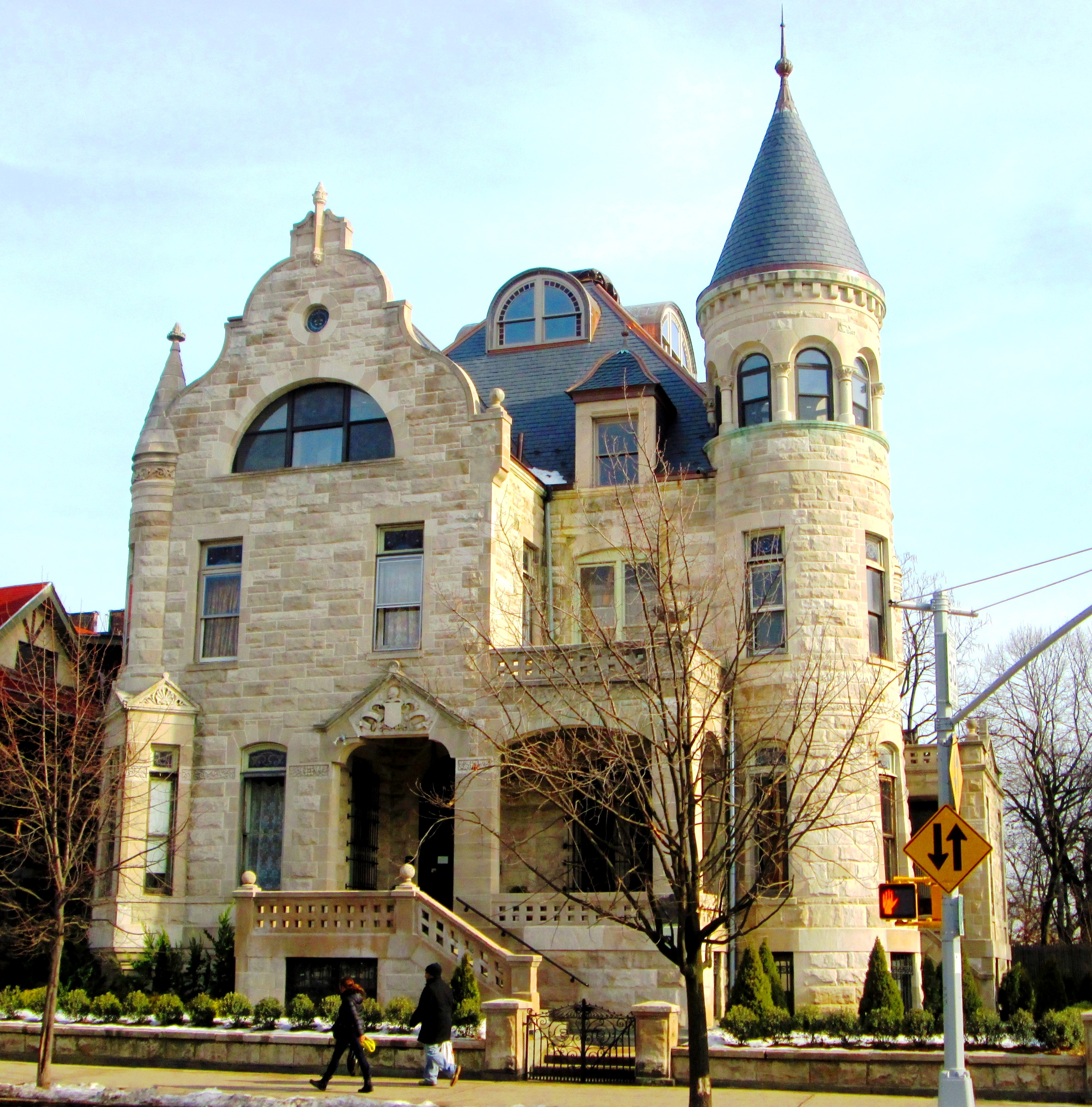
Bailey House

Der Name Sugar Hill kam in den 1920er Jahren auf, als diese Gegend eine bevorzugte Wohngegend mit Stadthäusern für wohlhabende Afroamerikaner während der Harlem Renaissance wurde. Der Name sollte das „süße Leben“ (sweet life) in Harlem hervorheben. Hier ließen sich z. B. W. E. B. Du Bois, Thurgood Marshall, Adam Clayton Powell Jr. und Duke Ellington nieder. 
Langston Hughes schrieb über den relativen Wohlstand in Sugar Hill im Vergleich zum restlichen Harlem in seinem Essay Down and Under in Harlem, das 1944 in The New Republic veröffentlicht wurde: „Wenn Sie weiß sind und dies lesen, sollten Sie es nicht als selbstverständlich ansehen, dass ganz Harlem ein Slum ist. Das ist es nicht. Es gibt große Wohngebäude auf dem Hügel, Sugar Hill, und oben am City College – schöne Häuser mit hohen Mieten, Aufzügen und Portiers, wo Canada Lee lebt und W. C. Handy und George S. Schuylers und Walter Whites, wo farbige Familien ihre Babys in privaten Kindergärten unterbringen und ihr Nachwuchs die Ethical Culture School besucht.“ (Original: „If you are white and are reading this vignette, don't take it for granted that all Harlem is a slum. It isn't. There are big apartment houses up on the hill, Sugar Hill, and up by City College – nice high-rent-houses with elevators and doormen, where Canada Lee lives, and W. C. Handy, and the George S. Schuylers, and the Walter Whites, where colored families send their babies to private kindergartens and their youngsters to Ethical Culture School“).
Sugar Hill wurde im Jahre 2000 durch die Landmarks Preservation Commission von der Stadt New York zum historischen Bezirk (Historic District) erklärt. Auch auf nationaler Ebene ist der historische Wert dieses Viertels festgehalten, indem es seit 2002 als Historic District im National Register of Historic Places geführt wird.

## Kultur
- Der Jazz-Trompeter Henry Red Allen nahm hier „Sugar Hill Function“, geschrieben von Charlie Holmes, am 18. Februar 1930 auf.
- Die Namen der Rap-Gruppe The Sugarhill Gang und der Rap-Plattenfirma Sugar Hill Records sind eine Hommage an das Viertel. Auch der Rapper AZ bezieht sich auf das Viertel in seinem Song Sugar Hill auf dem Album Doe or Die.
- Darüber hinaus wird Sugar Hill auch im Liedtext des Jazz-Standards Take the “A” Train von Billy Strayhorn erwähnt.
- Der romantische Komödie Claudine von 1974 mit Diahann Carroll und James Earl Jones wurde im Viertel Sugar Hill gedreht.
- Der US-amerikanische Thriller Sugar Hill von Leon Ichaso aus dem Jahr 1994 nimmt Bezug auf das Viertel.